# Brasserie du Mont-Blanc
La Brasserie du Mont-Blanc és una cerveseria de la Savoia fundada per Sylvain Chiron l'any 1999.

## Història
Al segle xix, la Brasserie du Mont-Blanc, situada a Salenches, era una de les sis cerveseries que hi havia al Ducat de Savoia i que romangué fins a principis del segle següent.
Sylvain Chiron, fill dels fundadors de la marca de pasta Alpina Savoie, es va fer càrrec de la marca Brasserie du Mont-Blanc l'any 1999. La fàbrica es va traslladar l'any 2010 a la zona industrial de Bissy a la ciutat de Chambèri. La seu central de l'empresa es troba a la comuna de Les Houches però les cerveses són elaborades a La Motte-Servolex.
El 18 de setembre de 2023, el grup belga Duvel Moortgat va anunciar l'adquisició de la Brasserie du Mont-Blanc.